# Aulonothroscus orpheo
Aulonothroscus orpheo là một loài bọ cánh cứng trong họ Throscidae. Loài này được Cobos miêu tả khoa học năm 1963.